# Manuel Cros i Grau
Manuel Cros i Grau (Calanda, 1 de setembre de 1901 - Barcelona, 1 de febrer de 1986) fou un futbolista català dels anys 1920 que jugava com a davanter.

## Trajectòria
Nascut a Calanda (Terol), de ben petit es traslladà a Catalunya i sempre es considerà català. Fou un dels grans ídols del futbol català dels anys vint, al costat d'homes com Zamora i Samitier. Com a anècdota es pot esmentar que el seu tallat de cabells (estil raspall) era conegut a les barberies de l'època com "tallar-se el cabell a lo Cros".
Va iniciar la seva carrera futbolística al FC Internacional, on després passà al CE Júpiter i més tard pel FC Martinenc, clubs on començà a rebre un salari. La primavera de 1922 fou fitxat pel CE Europa . Jugà al club durant nou temporades. Fou campió de Catalunya l'any 1923 i subcampió d'Espanya el mateix any, en la final que l'Europa perdé enfront l'Athletic Club al camp de Les Corts. Durant els anys que va romandre al club gracienc, va convertir-se en un icona del futbol català de l'època. L'any 1931 abandonà el club escapulat en un partit d'homenatge que enfrontà l'Europa amb el FC Barcelona. Continua sent el màxim golejador del club gracienc amb 114 gols en partits oficials. També és el primer jugador en la història de la lliga espanyola en marcar un 'hat-trick' pur, realitzat en un partit de la segona jornada contra l'Arenas de Guetxo.
A l'edat de 30 anys, ingressà al FC Martinenc en qualitat de jugador-entrenador, on romangué fins al 1933.
Ja veterà, ingressà al RCD Espanyol com a jugador suplent l'any 1933 i el 1934 al CE Sabadell i al Tàrrega SC abans de retirar-se. Ja durant la Guerra Civil, a causa de la manca de jugadors per conformar les plantilles, ingressà de nou a l'Espanyol on jugà la seva darrera temporada com a futbolista el 1937-38.
Cros disputà diversos partits amb la selecció catalana de futbol, entre ells el partit que enfrontà la selecció amb el Bolton Wanderers el 20 de maig de 1929, amb motiu de la inauguració de l'estadi Olímpic de Montjuïc i que guanyà la selecció catalana per 4 a 0. Un cop retirat entrenà diversos clubs modestos com el CE Manresa (1941-42), la UE Sant Andreu (1946-47) o l'Atlètic Balears (1948-49).

## Palmarès
- Campionat de Catalunya: 1922-23